# Пышка (повесть)
«Пы́шка» (фр. Boule de suif) — дебютная повесть (длинная новелла) 29-летнего Ги де Мопассана, которая в 1880 году выдвинула его в число первых писателей Франции.

## Сюжет
Действие происходит во время франко-прусской войны 1870 года. Оккупанты выпускают из зимнего Руана дилижанс «Нормандия», в котором едут представители обеспеченных слоёв общества, две монахини и полноватая проститутка по прозвищу Пышка (фр. boule de suif). Поначалу благонравные дамы объединяются против этой парии, но, проголодавшись, охотно разделяют припасённую ею провизию и забывают про свою вражду.
Во время остановки на ночлег прусский офицер отказывается разрешить дилижансу продолжить путь до тех пор, пока Пышка не отдастся ему. Женщина сопротивляется из патриотических соображений: ей противны пруссаки. Спутники, которым не терпится возобновить прерванное путешествие, уговорами пытаются заставить её изменить своё решение: это её «работа». Лицемерно приводят в пример Юдифь, Лукрецию, Клеопатру. Даже монашки внушают Пышке, что её жертва будет угодна небу.
Наконец Пышка уступает давлению попутчиков, и путешествие возобновляется. В продолжении пути попутчики чуждаются её и, когда она испытывает голод, не предлагают ей разделить трапезу. От этой мелкой подлости и от испытанного унижения женщина рыдает, тогда как местный политик демократических взглядов преспокойно насвистывает «Марсельезу».

## Создание и публикация
Мопассан, служивший чиновником, работал над «Пышкой» по вечерам после работы, впитывая уроки своего наставника Флобера. Повесть предназначалась для сборника «Меданские вечера», который готовил Золя. Каждый из представителей «натуралистической школы» написал для него по рассказу из истории франко-прусской войны.
Сборник вышел в середине апреля 1880 года, и повесть никому не известного Мопассана сразу обратила на себя всеобщее внимание; Флобер назвал её шедевром. Либеральная критика приветствовала рискованную тему и смелое обличение лицемерия буржуазии. Успех повести о представительнице «порочного» ремесла, которая преподаёт высшим слоям урок человеческого достоинства, позволил Мопассану уволиться из министерства и всецело посвятить себя литературному труду. 
В структурном отношении «Пышка» представляет собой характерную для Мопассана новеллу контраста. Автор выстраивает несколько линий сатирического контраста: с одной стороны, напускной патриотизм благонравных дам и господ противопоставляется искреннему патриотизму наивной девицы лёгкого поведения, с другой стороны — резко контрастирует их поведение до и после «падения» попутчицы.

## Экранизации
- «Пышка» — советский кинофильм Михаила Ромма (1934).
- «Мадемуазель Фифи[англ.]» — кинодебют американского режиссёра Роберта Уайза (1944).
- «Пышка[фр.]» — французский кинофильм Кристиана-Жака (1945).
- «Руанская дева по прозвищу Пышка» — музыкальный телефильм Евгения Гинзбурга (1989).

Кроме прямых экранизаций, в межвоенный период было снято несколько фильмов, где базовая сюжетная коллизия «Пышки» перенесена в другие страны и эпохи. К их числу принадлежат классический вестерн «Дилижанс» (1939), «Спорная женщина» Генри Кинга (1928), знаменитый «Шанхайский экспресс» (1932) с Марлен Дитрих и «Падение Осэн» Кэндзи Мидзогути (1935).
«Пышка» также неоднократно переносилась на театральные подмостки. Ещё в 1902 г. Андре Антуан поставил в Париже спектакль, основанный на пьесе Оскара Метенье «Мадмуазель Фифи» по мотивам «Пышки» Мопассана.